# Клинець
Клине́ць — село в Україні, в Овруцькій територіальній громаді Коростенського району Житомирської області. Населення становить 245 осіб (2001).

## Історія
У 1906 році — село Гладковицької волості Овруцького повіту Волинської губернії. Відстань від повітового міста 7 верст, від волості 7. Дворів 93, мешканців 533.
13 квітня 2017 року включене до складу новоутвореної Овруцької територіальної громади Овруцького району Житомирської області. Від 19 липня 2020 року, разом з громадою, в складі новоствореного Коростенського району Житомирської області.